# Dobre Paraschiv
Dobre Paraschiv (n. 9 decembrie 1884 – d. 8 ianuarie 1942) a fost un general român, care a luptat în cel de-al doilea război mondial.
În perioada 1937-1938 generalul de brigadă Dobre Paraschiv a fost comandantul Diviziei 11 Infanterie.
Generalul de divizie Dobre Paraschiv a îndeplinit funcțiile de comandant al Armatei 1 (25 martie - 1 noiembrie 1941), apoi de locțiitor al comandantului aceleiași armate (1 noiembrie 1941 - 1941).

## Decorații
- Ordinul „Coroana României” în gradul de Mare Ofițer cu însemne militare (9 mai 1941)[2]

## Legături externe
- Generals.dk - Dobre Paraschiv